# براساتئی
براساتئی (به اسپانیایی: Berazategui) شهری در کشور آرژانتین، استان بوئنوس آیرس است که در سال ۲۰۰۹ میلادی، حدود ۱۶۷٬۴۹۸ نفر جمعیت داشته است.